# Věra Heřmanová
Věra Heřmanová (* 9 de setembre de 1951) és una organista txeca.

## Estudis
Es va graduar al Conservatori de Brno i posteriorment va estudiar orgue el 1977 a l'Acadèmia Janáček d'Arts Escèniques de Brno amb Alena Veselá. A París, va completar els seus estudis amb el reconegut virtuós de l'orgue Gaston Litaize, guanyant el Premier Prix à l'"Unanimité al Conservatoire National" de Saint-Maur. Va completar els seus estudis de postgrau en musicologia a la Facultat d'Arts de la Universitat Masaryk de Brno amb un doctorat (tesi sobre L'emergència de la creació moderna d'orgues francesa – Olivier Messiaen, hereu de la tradició orgànica francesa, Brno 1997).

## Discografia
No només en tretze CD editats per Supraphon, Bonton, Panton i BMG, sinó també a la Ràdio i la Televisió Txeca, es poden trobar nombrosos enregistraments de música d'orgue txeca i francesa, en què està especialitzat. Els seus dos CD amb obres d'orgue contemporànies i txecs gravades amb instruments històrics van guanyar el premi del Fons de Música Txeca. També va gravar els concerts complets d'orgue de Franz Xaver Brixi ("Capella regia musicalis", director Robert Hugo).
A més de concerts i activitats artístiques, va fundar (1994) i dirigeix la seva escola d'art Studio Amadeus Brno; durant els anys 2004–2008, va ensenyar tocar orgue a la Facultat de Música de JAMU a Brno.